# Bromure de zinc
Le bromure de zinc (ZnBr2) est un acide de Lewis.

## Fabrication
{\displaystyle \mathrm {Br_{2}+Zn\longrightarrow ZnBr_{2}} }

## Utilisations
Utilisé pour blinder les fenêtres de surveillance des réactions nucléaires,. Deux vitres sont remplies d'une solution aqueuse de bromure de zinc. Contrairement au plomb, ce type de fenêtre ne noircit pas.
Il est utilisé dans la fabrication du bromure d'argent pour la photographie.